# Cacício I de Vaspuracânia
Cacício I Arzerúnio (em armênio/arménio: Գագիկ Ա Արծրունի; romaniz.: Gagik A Artsruni; em grego medieval: Κακίκιος; romaniz.: Kakíkios); n. 879/880 - entre 936/937 e 943/944) foi príncipe de 904 a 908 e rei de Vaspuracânia de 908 a 936/937 ou 943/944 da família Arzerúnio. Inicialmente um aliado do emir sájida do Azerbaijão Iúçufe ibne Abi Alçaje contra o rei da Armênia Simbácio I (r. 890–914), com a morte do último em 914, passa então para o lado dos armênios sob seu sucessor Asócio II (r. 914–929). Em seu reinado, Cacício notabilizou-se por ter conseguido concluir a unificação de Vaspuracânia e por sua prolífica atividade construtora no pais, notadamente a Igreja da Vera Cruz de Altamar, que localiza-se numa ilha do lago de Vã. Com seu falecimento entre 936/937 e 943/944, Cacício foi sucedido por seu filho Derenício Asócio

## Nome
Cacício (Cacicius; Κακίκιος, Kakíkios) é a forma latina e grega do armênio Gaguique (Գագիկ, Gagik), cuja origem é desconhecida. Foi registrado em árabe como Jajique (em árabe: جاجيك; romaniz.: Jajiq).

## Contexto
Desde o final do século VII a Armênia era província sob domínio árabe liderada pelo osticano (governador) árabe representando o califa omíada e depois abássida, e tornar-se-ia campo de batalha entre o califado e o Império Bizantino até o início do século IX. Para reforçar sua autoridade, os osticanos implementaram emires em diversas regiões armênias; em Vaspuracânia, província histórica situada ao sul e dominada pelos Arzerúnio, não houve exceção à regra.
A família, no entanto, se beneficiaria da autonomia dos emires locais e da oposição que criavam ao governador e gradualmente expandiu seus domínios: em 850 e sem que se saiba exatamente como, os Arzerúnio eram iscanos (príncipes) de Vaspuracânia. A aquisição da Armênia pelo turco Buga Alquibir em nome do califa Mutavaquil (r. 847–861) pelos anos 850 afetou muitas famílias nacarar (principescas), incluindo os Arzerúnio.

## Vida

### Juventude e regência

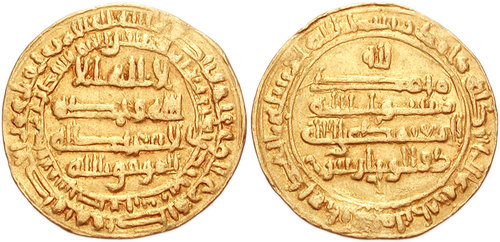
Dinar de ouro de Almutâmide r.

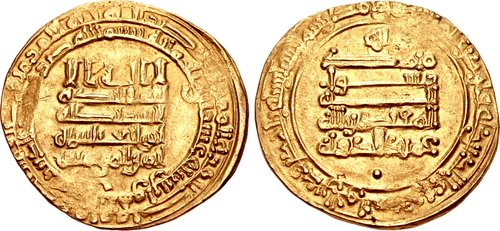
Dinar de ouro de Almoctadir r.

Cacício nasceu em 879 ou 880 e era o segundo filho do príncipe de Vaspuracânia Gregório Derenício com sua esposa Sofia Bagratúnio, a filha do rei Asócio I. Gregório foi morto em 877 numa emboscada quando tentava submeter o emir de Her, deixando Cacício e seus irmãos Asócio Sérgio e Gurgenes II, que foram colocados sob regência de um membro da família, Abu Maruane, designado por Asócio I, mesmo embora fosse rejeitado pela nobreza, por ter combatido ao lado de Gregório. O regente tentou reclamar a herança dos irmãos, provavelmente com ajuda de seu tio, Simbácio I (r. 890–914), que sucedeu seu pai Asócio I, uniu Sérgio a sua própria filha Seda e impôs a troca de territórios desfavoráveis.
Simbácio I autorizou que Maruane prendesse os príncipes e ele foi confirmado com o título de príncipe de Vaspuracânia em 896/897 pelo irmão e condestável do monarca, Sapor, que era, por sua vez, padrasto do novo príncipe. Cacício permaneceria no trono até 898, quando foi assassinado numa emboscada orquestrada por Cacício I, que foi recentemente libertado e estava presente em Vã para assistir um desfile que celebrava uma vitória militar do regente. Com o falecimento de Maruane, Sérgio reassumiu as rédeas do principado. Simbácio, visando reconciliar-se com seus sobrinhos, elevou Cacício ao posto de general e Gurgenes ao de marzobã (governador).
Sérgio, no entanto, preferindo restabelecer sua fidelidade ao emir sájida do Azerbaijão e representante do califa abássida Almutâmide (r. 870–892), Maomé Alafexim, a quem já jurou vassalagem no passado, enviou seu irmão Cacício I como refém; após sete meses Cacício I foi substituído por Gurgenes II, que acabou preferindo fugir devido aos maus-tratos sofridos. Alafexim invadiu Vaspuracânia e manteve uma ocupação militar do país até sua morte em 901.

### Príncipe de Vaspuracânia
Com a morte de Sérgio em 13 de novembro de 903, Cacício e Gurgenes sucederam-lhe em 904 através da partilha de sua herança: Cacício herdou as possessões noroeste de Arzerúnio, enquanto Gurgenes as do sudeste; os dois príncipes, contudo, eram muito próximos e trabalharam juntos até a morte de Gurgenes (ca. 923) em "um paradigma de cooperação harmoniosa", segundo Tomás Arzerúnio, o cronista oficial da família. Em decorrência da deserção de vários companheiros, incluindo seu padrasto, certo Gregório Abuamza, Cacício I uniu seu talento militar e político para reduzir os enclaves muçulmanos em Vaspuracânia; tomou a cidadela considerada inexpugnável de Amiuque, na margem oriental do lago de Vã, o que levou ao contra-ataque dos líderes muçulmanos locais, especialmente da região do lago Úrmia. Ele estendeu ainda mais sua soberania sobre os príncipes bagrátidas de Moxoena e fez de suas possessões uma entidade coerente, fazendo-o um rival em potencial dos bagrátidas em Ani.
Segundo Tomás Arzerúnio, a conquista de Amiuque despertou a cobiça de Simbácio I, tio materno de Cacício I e rei da Armênia, que entregou a cidadela a seu governador e que a revendeu a um preço "muito alto" para Cacício. A diferença entre as dinastias alargou com a questão de Naquichevão, uma dependência histórica de Vaspuracânia que Simbácio I havia entregue a Simbácio de Siunique em 902 e que Cacício I reivindicou. Nessa mesma época, Simbácio I havia se oposto, sob orientação do Califado Abássida, ao emir sájida Iúçufe ibne Abi Alçaje, que estava em conflito com o califa Almoctadir (r. 908–932). Após entrar em termos com Almoctadir e aproveitando-se da disputa por Naquichevão, Iúçufe aliou-se com Cacício I contra os bagrátidas e coroou-o rei em 908.

### Rei de Vaspuracânia

Reino de Vaspuracânia entre 908-1021

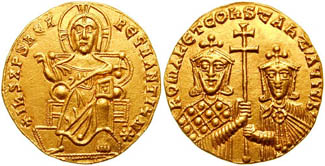
Soldo de r. e r.

A coroação de Cacício I como rei em Vaspuracânia tinha como objetivo melhor dividir as dinastias armênias, estabelecer Iúçufe numa posição de arbítrio e, assim, contrariar os bagrátidas, que ele temia; a confirmação pelo Califado Abássida somente ocorreria em 919, com o envio duma nova coroa. Cacício I aceitou a ajuda de Iúçufe quanto ao problema de Naquichevão, e ambos partiram em campanha contra Simbácio I em 909. Nessa expedição, os aliados tomaram Naquichevão e adquiriram controle de Siunique. Iúçufe então perseguiu Simbácio através do país, e após gastar o inverno em Dúbio, derrotou em 910 um exército comandado por seus dois filhos, Asócio II (r. 914–929) e Musel, ao norte de Erevã. Musel foi capturado e então envenenado.
Esses sucessos permitiram a Cacício I expandir seus domínios para o monte Ararate ao norte. Apesar disso, vendo os estragos causados pela campanha nos territórios armênios e a decorrente opressão religiosa encabeçada pelos muçulmanos, Cacício procurou gradualmente distanciar-se de Iúçufe. A morte e martírio de Simbácio I em 912 nas mãos dos sajidas intensificou esse distanciação, e Cacício I fugiu para as montanhas de Moxoena para escapar da retaliação do emir. Em 913, Iúçufe tentou convencer Cacício I a auxiliá-lo em sua nova campanha na Armênia, agora contra Asócio II, filho e sucessor do rei falecido, mas sem sucesso. Aproveitando-se dos novos distúrbios, Cacício I realizou expedições para o norte contra Naquichevão e Her, mas falhou e ficou sob ameaça.
Em 919, Iúçufe foi preso na capital califal de Bagdá sob ordens de Almoctadir e lá permaneceu até 922, quando foi reinvestido como governador do Azerbaijão e dirigiu-se para o Cáucaso. Ao retornar, obrigou Cacício I a pagar pesado tributo e mais alguns abusos, que seriam mantidos por seu sucessor Abu Almuçafir Alfaite. Em 923, Gurgenes II faleceu, permitindo a reunificação de Vaspuracânia. Nos anos seguintes, as lutas internas que dividiram o Califado Abássida não afetaram o Reino de Vaspuracânia, que gozou de um período de paz, no qual o católico João V refugiu-se, em 928, na ilha de Altamar, no lago de Vã.
Em 928 (ou 924/925) enquanto o imperador bizantino Romano I Lecapeno (r. 920–944) reconheceu sua ascensão à dignidade real de e nomeou-o "arconte dos arcontes", a morte sem herdeiros do bagrátida Asócio II tornou-o o mais poderoso líder dentre as dinastias armênias, o que permitiu-o exercer um papel decisivo: ele convidou os nacarar para um encontro e na sequência desta reunião confiou o trono real armênio a Abas, irmão do falecido. Em 931, Cacício I reuniu os príncipes armênios e aliou-se com os bizantinos contra os emirados muçulmanos locais; as forças cristãs invadiram o Emirado Cáicida e destruíram Aquelate e Bercri, antes de marcharam para a Mesopotâmia Superior e capturarem Samósata. Ao saber disso, Mufli reuniu um "grande exército" e invadiu a Armênia, derrotando Cacício e seus aliados bizantinos numa batalha que segundo ibne Alatir custou 100 mil vidas armênias. Cacício morreu entre 936/937 e 943/944[a] e pode ter sido enterrado na necrópole dos Arzerúnio no Mosteiro de Varague. Seu filho mais velho, Derenício Asócio, sucedeu-o.

## Família
De sua união com Milce, filha de Gregório Abuamza Arzerúnio, Cacício teve dois filhos:
- Derenício Asócio, rei de Vaspuracânia;
- Abusal Amazaspes, rei de Vaspuracânia;

Os descendentes diretos de Cacício permaneceram como chefes do reino até 1021/1022, quando ele foi anexado pelo Império Bizantino.

## Legado

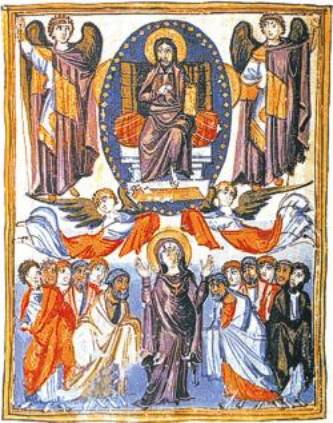
Iluminura da Ascensão, Evangelho da Rainha Milce (São Lázaro dos Armênios, Veneza), Ms. 1144

### Construtor e patrono
Cacício distinguiu-se como soberano por seus inúmeros projetos de construção: fortalezas e cidades como Vã (onde alegadamente expandiu o castelo de seu pai) e Vostã (atual Guevaxe) foram reparados e canais de irrigação do período urartiano foram reabilitados. Esta atividade também se estendeu para o campo da religião: muitos conventos foram reivindicados por Cacício. O civil e religioso se reuniram em seu trabalho mais famoso, o desenvolvimento da ilha de Altamar no lago de Vã como residência real: um palácio composto por muralhas, uma porta e jardins com fontes foi construído, bem como a Igreja da Vera Cruz de Altamar, o único edifício que sobrevive ainda hoje.
Esta igreja foi construída em 915-921 por um arquiteto chamado Manuel e é caracterizada pela abundância de decoração esculpida, o que torna seus "casos excepcionais"; especialmente entre as esculturas está uma libação principesca e um novo tema, que será retomado mais tarde na arquitetura armênia: Cacício é representado oferecendo um modelo de igreja a Cristo na fachada ocidental da Igreja de Vera Cruz. O programa iconográfico das fachadas também sugere um paralelo entre Adão e Cacício e, por extensão, de seu reinado com o paraíso: assim, na fachada oriental (em direção ao local original do paraíso) Cacício, cercado por animais pacíficos e uvas (referentes ao vinho sacramental), está contido num medalhão e supera outro medalhão no qual está representado Adão.
Cacício também é conhecido como patrono, seja do chamado "Evangelho da Rainha Milce" (sua esposa) de ca. 902, que o casal real dotou de uma encadernação de ouro e pérolas, seja de uma estauroteca, dois objetos preciosos colocados no Mosteiro de Varague.

### Questões religiosas
O Império Bizantino e a Armênia estavam divididas no âmbito religioso: a Igreja Armênia não aceitou as conclusões do Concílio da Calcedônia (451), que era a matriz ortodoxa do rito bizantino. Porém esta divisão não era estática, especialmente na Vaspuracânia do século X que vivenciou controvérsias religiosas violentas, e em última análise, isso levou à criação em 1113 dum patriarcado dissidente em Altamar.
É nesse contexto que Cacício, que Tomás Arzerúnio descreve como um valente defensor duma fé nacional consciente do santo espírito de seus súditos, influenciou na eleição do católico sucessor a João V ao uma carta ao patriarca de Constantinopla, após 930; nela ele lembra-se da fé comum que os gregos e armênios possuíam no passado e espera o retorno desta unidade compartilhada ao dizer que não entende os argumentos dos teólogos e pede ao patriarca uma explicação deste separação.